# Mutation (ressources humaines)
Pour les articles homonymes, voir Mutation.
La mutation dans le domaine des ressources humaines correspond à un changement de localisation d'un poste pour un agent sans qu'il y ait de changement de type de poste.
La possibilité de devoir accepter la mutation professionnelle peut être inscrite comme un alinéa sur le contrat de travail appelé clause de mobilité. Par cette clause, l'employé s'engage à accepter une mutation, un refus pouvant être (sous réserve de l'appréciation des juges) un motif de rupture du contrat de travail pour faute grave (insubordination).
Au sein de la fonction publique, on appelle mutation l'aboutissement d'une demande de la part d'un agent visant à exercer ses fonctions au sein d'un autre établissement, d'un autre service ; les agents effectuent une demande de mutation, et participent de ce fait à un mouvement visant à satisfaire la majorité des demandes en tenant compte des mises en disponibilité, des départs à la retraite et des premières affectations. Une mutation implique que l'agent conserve à exercer son activité au sein de son corps actuel ; il peut être amené à exercer un emploi fonctionnel différent. La mutation peut être un des prérequis à un avancement de carrière au choix.